# O Mundo Ilustrado

Capa da edição 38, ano V, de 18/9/1957 com Nadyr Fernandes.

O Mundo Ilustrado foi uma revista brasileira que começou a circular no Rio de Janeiro a partir de 1952, com duração até pelo ao menos 1957.
Dentre seus colaboradores estava o escritor Carlos Drummond de Andrade, que ali publicava suas crônicas. Era publicada pela O Mundo Gráfica e Editora.